# Église Saint-Sébastien d'Annappes
L’église Saint-Sébastien est une église située dans le village d'Annappes, une ancienne seigneurie puis comté du Nord de la France sur la Marque. La commune a fusionné en 1970 avec les communes d’Ascq et de Flers-lez-Lille pour créer la ville nouvelle de Villeneuve-d'Ascq. 

## Nom

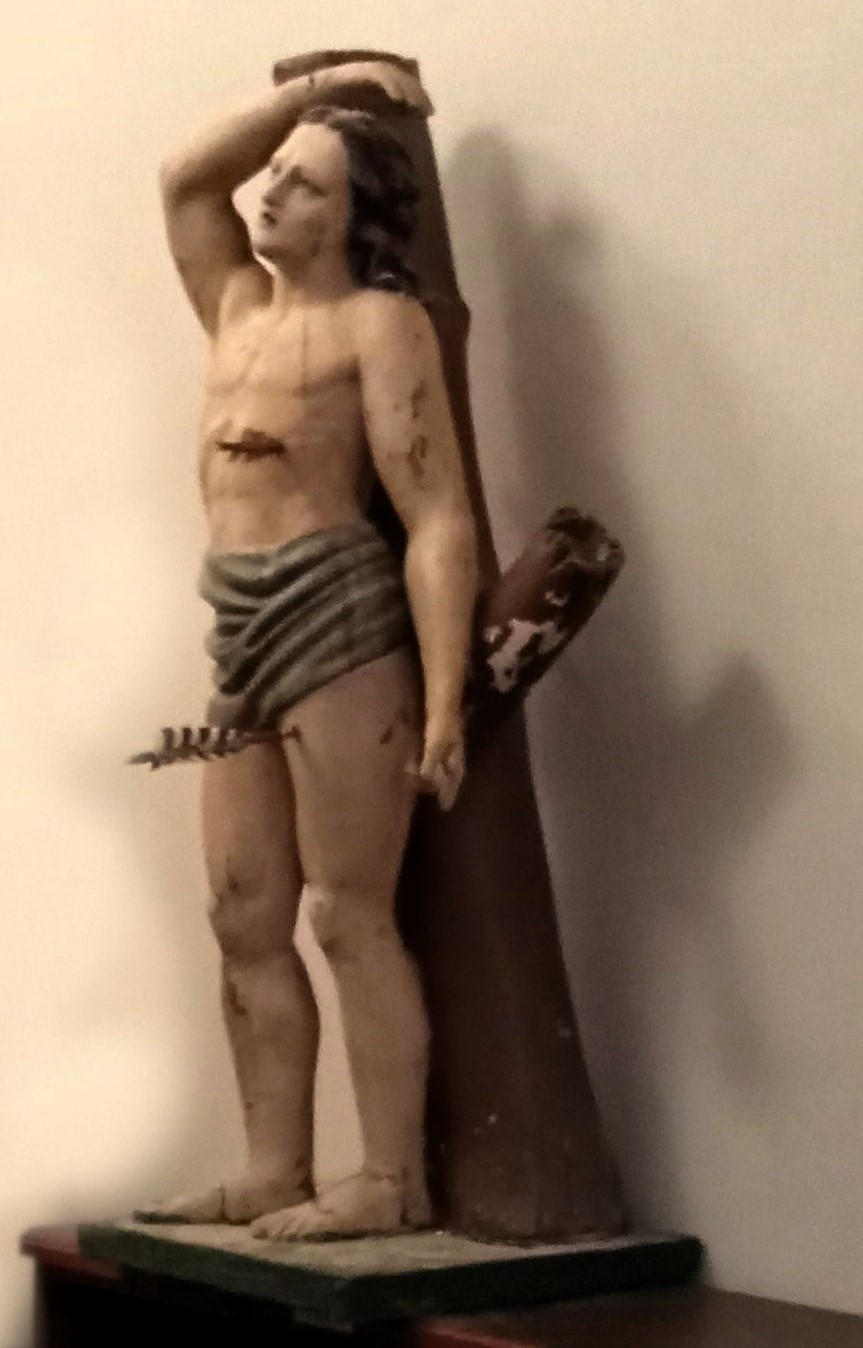
Statue de Saint Sébastien en la chapelle funéraire des familles Brigode et Montalembert

L'église est placée sous le patronage de saint Sébastien, martyr romain, dont elle abrite une relique conservée à la demande de la confrérie d'archers de Saint Sébastien fondée en 1517.

## Historique
L'église aurait été construite au XIIIe siècle - une analyse dendrochronologique de la charpente de l'église Saint-Sébastien faite par l'université de Besançon l'a datée de 1291, et agrandie au XVIe siècle. À cette époque, il s'agit d'un bâtiment sans clocher constitué de pierre blanche calcaire, les murs ayant un soubassement de grès. 
En 1735, l'église est allongée vers l'ouest avec l'adjonction d'un clocher en briques.
En 1929, le bas des colonnes de la nef, vestiges de l'église initiale, est dégagé.
En 1950, les murs extérieurs reçoivent un revêtement de ciment armé et le clocher est abaissé puis refait.
En 2011, un appel au mécénat a été lancé par la mairie pour rénover l'église. L'architecte en est l'agence Étienne Sintive à Lille. L'accès à l'ancien sud a été rouvert. Sur un montant de 2,02 millions d'euros, la souscription a rapporté 54 645 euros, la Fondation du Patrimoine a apporté 45 000 euros et la ville a payé le reste de la restauration à hauteur d'un peu plus de 2 millions d'euros.

## Description
Saint-Sébastien est une église-halle à trois vaisseaux. Les bois de charpente de la nef centrale sont datés de 1291; le plafond d'origine est caché par une voûte depuis 1929. À l'est, la nef centrale se prolonge par un chœur avec une abside à trois pans coupés, les deux collatéraux par des chapelles construites au XVIIIe siècle.
La chapelle sud donne accès à la sacristie et à la chapelle funéraire des familles Brigode et Montalembert ajoutée en 1816, pendant la Restauration.

## Architecture
Les pignons latéraux de sa face sud, réalisés au XVIe siècle, sont très rares pour cette époque. Les murs sont en pierre de Lezennes.

## Extérieur
|                                              |
| Travaux de l'église Saint-Sébastien (en2013) |

|                                    |
| Chevet de l'église Saint-Sébastien |

|                                                             |
| Église Saint-Sébastien d'Annappes, vue du Musée du Terroir. |

## Intérieur

### Chapelles

#### Chapelle des famillesBrigodeetMontalembert

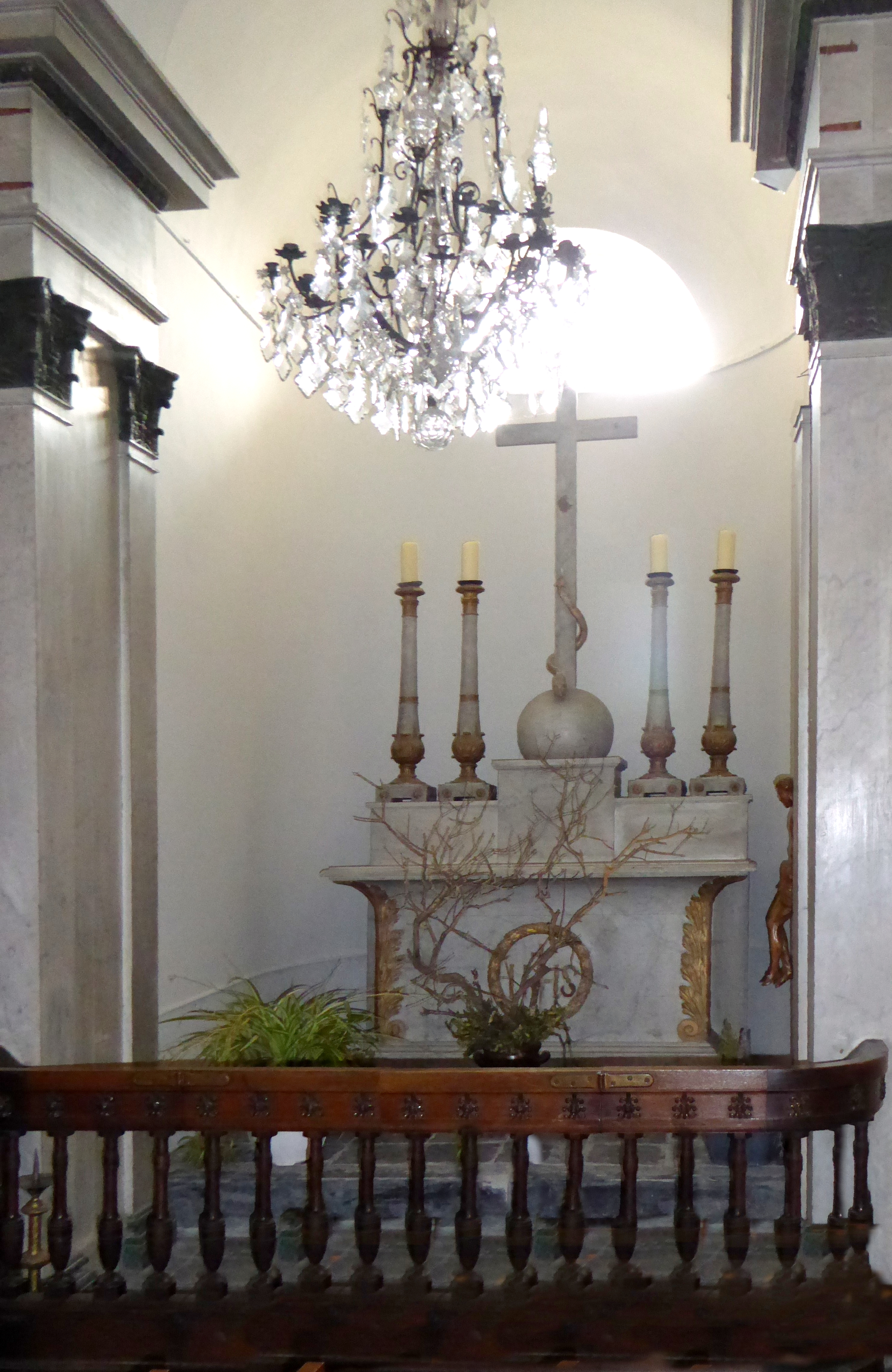
chapelle funéraire des familles Brigode et Montalembert

- Tombeau de la famille Montalembert Notice no PM59008376, sur la plateforme ouverte du patrimoine, base Palissy, ministère français de la Culture
- Clôture de chœur et de chapelle (banc de communion)Notice no PM59007337, sur la plateforme ouverte du patrimoine, base Palissy, ministère français de la Culture
- Lustre d'église de la chapelle de Montalembert Notice no PM59008394, sur la plateforme ouverte du patrimoine, base Palissy, ministère français de la Culture

#### Autres chapelles
|                          |
| Chapelle Saint-Sébastien |

|                       |
| Chapelle de la Vierge |

|                             |
| Le chœur et le maître-autel |

### Sculptures remarquables
|                    |
| Vierge et l'Enfant |

|                          |
| Vierge de l'Annonciation |

|                                |
| Jeanne d'Arc écoutant ses voix |

### Vitraux
Les vitraux d’origine ont été retravaillés par les compagnons de l'atelier du maître-verrier Luc-Benoît de Ronchin
|                                                      |
| Vitrail du saint patron de l'église, Saint-Sébastien |

|                                       |
| Vitrail de la Ste Famille au travail. |

|                         |
| Vitrail, Sainte thérèse |

### Inhumations
.
En 1529 Jean Mullier, mayeur d'Annappes fut inhumé dans l'église, ainsi que sa femme Catherine Fauchille, morte en 1541. Une plaque gravée, classée dans la base Palissy, est visible à l'extérieur de l'église sur le mur extérieur de la chapelle droite.
- L'épitaphe indique : Chy devant gist le corps de Jan MULLIER, filz de Blase, en son temps maieur d'Anapes, lequel termina ses jours le XVII de febvrier de l'an mille cincq cents vingt neuf; et auprès de luy gist le corps de Catherine FAUCHILLE, sa femme, laquelle termina ses jours le XVI de febvrier de l'an M(V) XII. Priez Dieu pour les trespassés. Requiescant in pace. Amen.

En 1621, le premier comte d'Annappes, Jean de Roblès, est enterré dans l'église, près de sa femme, Marie de Liedekerke, et de sa mère, Jeanne de Saint-Quentin, décédée en 1595 (une plaque sur laquelle est gravée l'épitaphe de Jeanne est encore visible).
- L'épitaphe en était:Cy dessous gist messire Jean DE ROBLES, comte d'Annappes, baron de Billy, de Santes, Wevelghem, Escoult St Main,  lequel après avoir été coronel d'Allemans, gouverneur de Courtrai et des ville et pays de Lille, Douay et Orchies, et ayant adjousté à la gloire de ses ancestres l'exemple de sa valeur à sa postérité, trespassa le XVIe d'octobre MDCXXI. Requiescat in pace 8.Soli Deo gloria.Cy dessoubs gist noble et illustre dame Marie DE LIEDEKERKE, comtesse d'Annappes, baronne de Billy, dame de Santes, Wevelghem, femme et épouse de messire Jean DE ROBLES, comte d'Annappes, laquelle décéda le VII de novembre MDC XXIIII et ont icy fondez six obits annuellement avec distribution de bled aux pauvres. Priés Dieu pour leurs âmes [7].

En 1752, fut scellée sur le mur extérieur de l'église une dalle funéraire à la mémoire du lieutenant Antoine Dubar et de sa conjointe Marie-Marguerite Hespel. 
- L'épitaphe indique : Cy devant gissent les corps d'Antoine DUBAR, lieutenant de cette paroisse, décédé le 15 décembre 1752, âgé de 70 ans; et de Marie-Marguerite HESPEL, sa femme, décédée le 29 mars 1738, âgée de 55 ans. Priez Dieu pour leurs âmes.

|                                                         |
| Dalle funéraire du 1er comte d'Annappes Jean de Roblès. |

|                                                         |
| Chapelle funéraire des familles Brigode et Montalembert |

|                                                  |
| Dalle funéraire de A-Dubar et Margueritte Hespel |